# Brigitte Fontaine

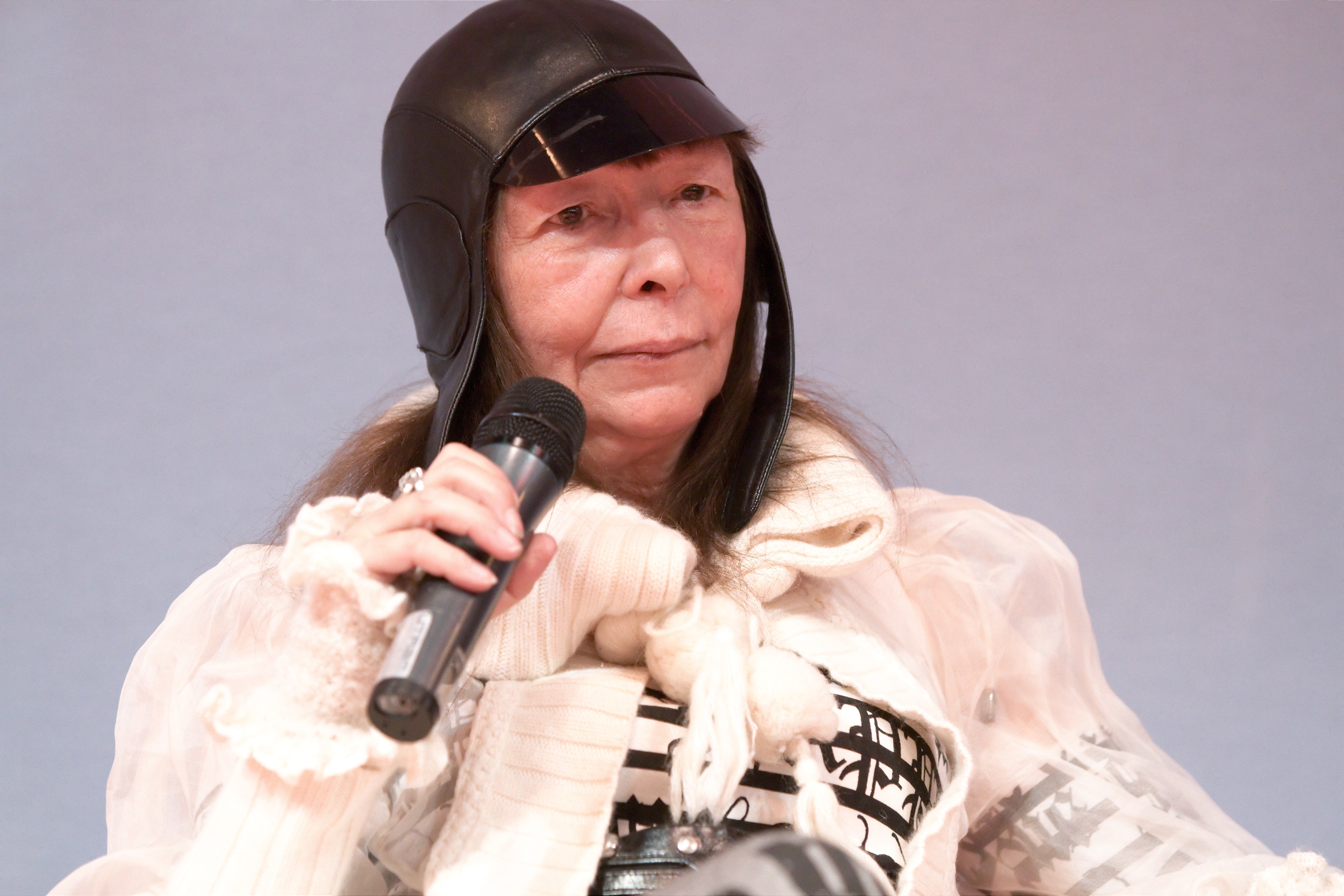
Brigitte Fontaine 2010-ben

Brigitte Fontaine (Morlaix, 1939. június 24. –), francia sanzonénekesnő, dalszerző, színésznő, költő, drámaíró, regényíró.
Avantgárdista előadóművész. Számos szokatlan zenei formát alkalmazott, ötvözve a rock and rollt, a folkot, a dzsesszt, az elektronikát, a költészetet. Fellépett a Stereolabban, Michel Colombier-vel, Jean-Claude Vannier-vel, Areski Belkacemmel, a Gotan Projecttel, a Sonic Youth-szal, Antoine Duhamellel, Grace Jonesszal, a Noir Désirrel, Archie Sheppel, Arnoval és a The Art Ensemble of Chicago együttessel.

## Pályafutása
Egy tanár lányaként született. Gyermekkorát egy kis faluban töltötte Bretagne-ban. Tizenhét évesen Párizsba költözött, hogy színésznő legyen. Hamarosan ismert lett a párizsi színházi világban Eugène Ionesco Kahler Singer című darabjában.
Ugyanakkor énekesként kezdett dolgozni. Saját dalaival szerepelt ismert sanzonénekesek segítségével (Barbara és Georges Brassens). Közben színdarabot írt Jacques Higelinnel és Rufusszal és eljátszotta a sikeresnek bizonyult darabot, amely két évadot ért meg Párizsban.
1965-ben és 1968-ban kiadott Jacques Higelinnel két albumot Boris Vian sanzonjaival. 1969-ben kezdődött mindmáig tartó együttműködése Areski Belkacem zenésszel. Areski Belkacemmel és Higelinnel előadta a Niok című zenés színházi revüt a Petit Théâtre du Lucernaire-ben.
A következő – saját verseire és lírai prózáira épülő − revü darabjai kerültek be a Comme à la radio című albumba, ami sanzon és dzsessz közötti hídnak tekinthető. Az ezen a lemezen található „Lettre à monsieur le chef de gare de La Tour de Carol” című sanzon sláger lett.
A következő években Areskivel kísérletezett különböző zenei formákkal, sanzonnal, dzsesszzel és afrikai zenével, továbbá színházi és dalszövegekkel.
A nyolcvanas években elsősorban elsősorban a színház foglalkoztatta, valamint regényeket és novellákat publikált. Mindamellett zenészek fiatalabb generációja is megismerte munkásságát, és kapcsolatba került a zenei újhullámmal, és 1995-ben megjelent a Genre Humain című albuma. 1996-ban megkapta a Grands du Disque de la Chanson Française és Grand Prix National de la Chanson díjakat.
Fontaine az angolszász országokban is ismertté vált, olyan jelentős alternatív zenekaroknak köszönhetően, mint például a Sonic Youth, akiknek az albumáról átvett két dalt (2001), az aranylemez is lett, és a másikkal együtt (Rue Saint Louis en l'île, 2004) kereskedelmi sikert hozott. Ezt követően számos sikeres koncerten és turnén vett részt. 2006 októberében tagja volt annak az együttesnek, amelyben szerepelt Jarvis Cocker, Badly Drawn Boy és mások, akik Serge Gainsbourg „Histoire de Melody Nelson” című albumának színházi változatát vitték színpadra Londonban.

## Albumok
- 1966: 13 chansons décadentes et fantasmagoriques
- 1968: Brigitte Fontaine est... folle !
- 1969: Comme à la radio (with Areski Belkacem and the Art Ensemble of Chicago)
- 1972: Brigitte Fontaine
- 1973: Je ne connais pas cet homme (& Areski Belkacem)
- 1974: L'Incendie (& Areski Belkacem)
- 1975: Le Bonheur (& Areski Belkacem)
- 1977: Vous et Nous (& Areski Belkacem)
- 1980: Les églantines sont peut-être formidables (& Areski Belkacem)
- 1988: French corazon
- 1995: Genre humain
- 1997: Les Palaces
- 2001: Kékéland
- 2004: Rue Saint Louis en l'Île
- 2006: Libido
- 2009. Prohibition
- 2011: L'un n'empêche pas l'autre
- 2013: J'ai l'honneur d'être
- 2020: Terre Neuve

## Elismerések
- 2014: Francia Köztársaság Művészeti és Irodalmi Rendjének parancsnoka (Commandeur des Arts et des Lettres)
- 2017: Francia Köztársaság Becsületrendjének lovagja (Chevalier de la Légion d'honneur)

## Filmek
Brigitte Fontaine az IMDb-n